# Enicosanthum klemmei
Enicosanthum klemmei là loài thực vật có hoa thuộc họ Na. Loài này được (Elmer) Airy Shaw mô tả khoa học đầu tiên năm 1939.